# Brno-Kohoutovice
Brno-Kohoutovice – jedna z 29 części miasta Brna o powierzchni 409 ha. Położona jest na zachód od centrum miasta.